# Gerrit Doorwaard Niermans

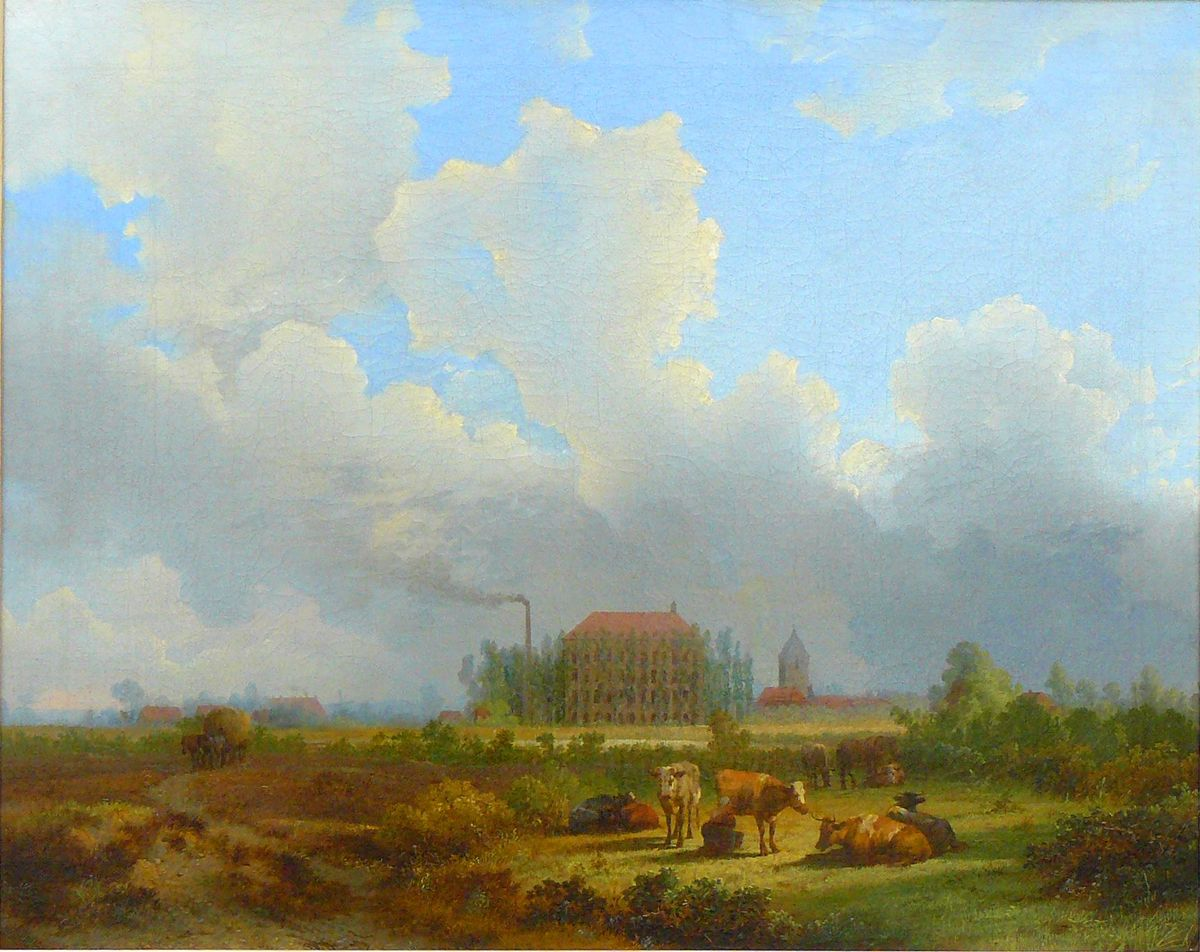
Tweede Stoomkatoenspinnerij Den Grooten Stoom, L.J. Bruna

Gerrit Doorwaard Niermans (Amsterdam, 20 februari 1807 - Lonneker, 11 maart 1871) was een Nederlands hoofdonderwijzer van de weefschool in Goor en (stads)architect.

## Biografie

### Levensloop
Gerrit Doorwaard werd geboren als kind van een houtkoper. Hij trouwde op 7 maart 1835 voor het eerst, met zijn vrouw kreeg hij zes kinderen. Na haar overlijden, in 1846, zou hij nog drie keer huwen. Zijn tweede vrouw overleed al binnen vier maanden, met zijn derde echtgenote kreeg hij twee kinderen en met zijn vierde drie. De Frans-Nederlandse architect Eduard Johan was hier een van. Doorwaard zou al zijn vrouwen overleven en overleed zelf in 1871. Hij ligt begraven op de begraafplaats Boerenkerkhof in Lonneker.

### Loopbaan
- 1831: timmerman in de papierfabriek van Gelder en Schouten in Wormerveer[1]
- 1833: timmerman, hij vervaardigt de 43 weefgetouwen voor de weefschool van de NHM in Goor[2]
- 1835: (meestertimmerman), bouw en ontwerp mechanische spinnerij Groote Stoom in Enschede[3]
- 1842: (stadsarchitect), ontwerpt de versiering van de poorten bij het bezoek van koning Willem II op 24 mei 1842
- 1854: (aannemer), Hervormde kerk, Kerk en kerkonderdeel, Jhr. von Heijdenstraat 4, Haaksbergen (rijksmonument 18866, architect Hendrik Hana[4])
- 1862: na de stadsbrand van 6 mei 1862 wordt Niermans als stadsarchitect belast met de wederopbouw, hij wordt bijgestaan door architect Ludovicus Johannes Immink (Den Haag, 1822- Zaandam, 1869) die wordt belast met het ontwerp en de bouw van de riolering[5]
- 1863: Bad- en waschhuis aan de Beltstraat, Enschede
- 1875: Pastorie met aangebouwd koetshuis, Markt 12, Haaksbergen (rijksmonument 507752)
- 1884: Woonhuis aan de Hengelosestraat 50
- 1871: na zijn overlijden wordt zijn zoon Gerrit Johan (31-01-1844) aangesteld tot gemeente-architect van Enschede[6]

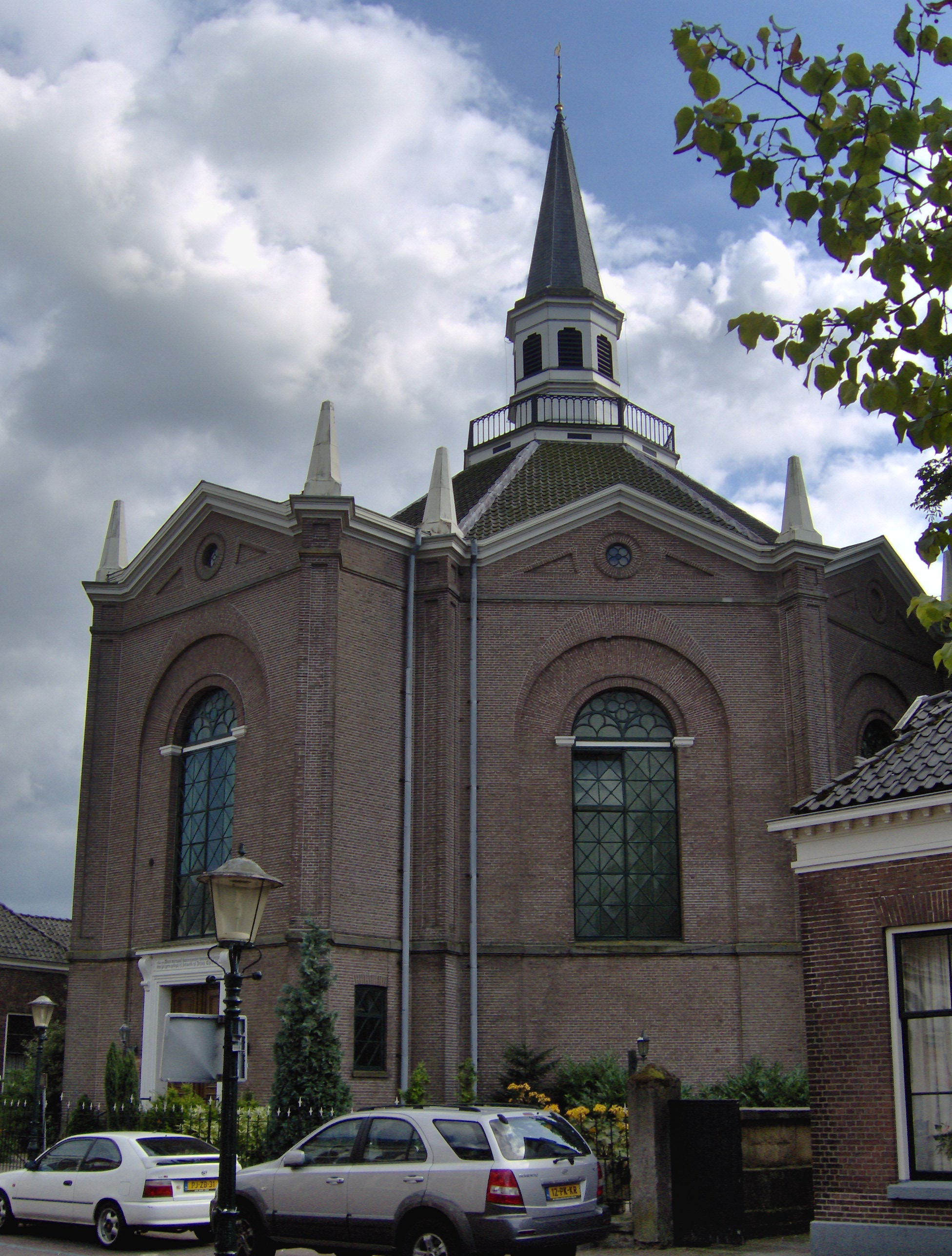
Hervormde kerk Haaksbergen
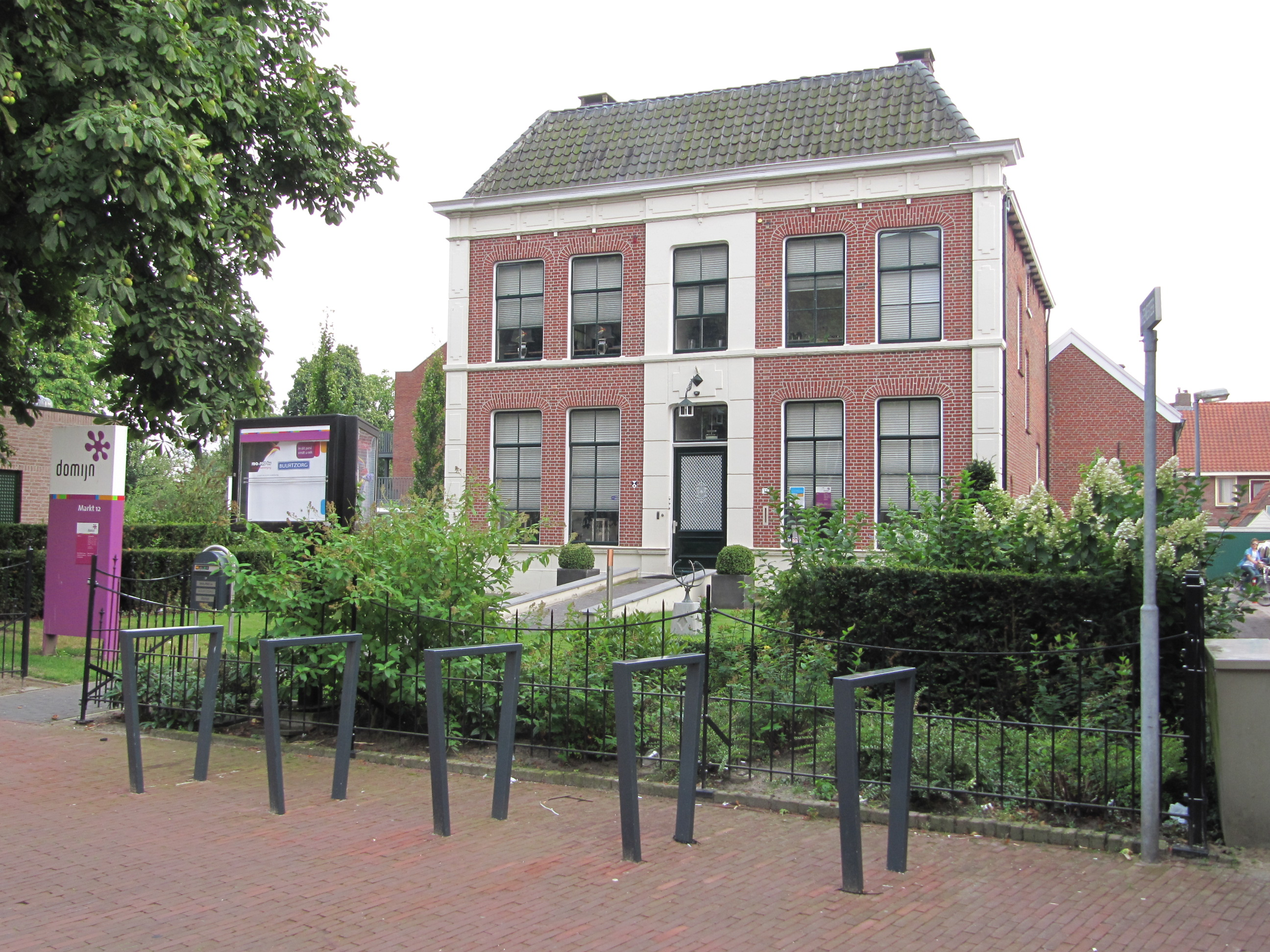
Pastorie met aangebouwd koetshuis
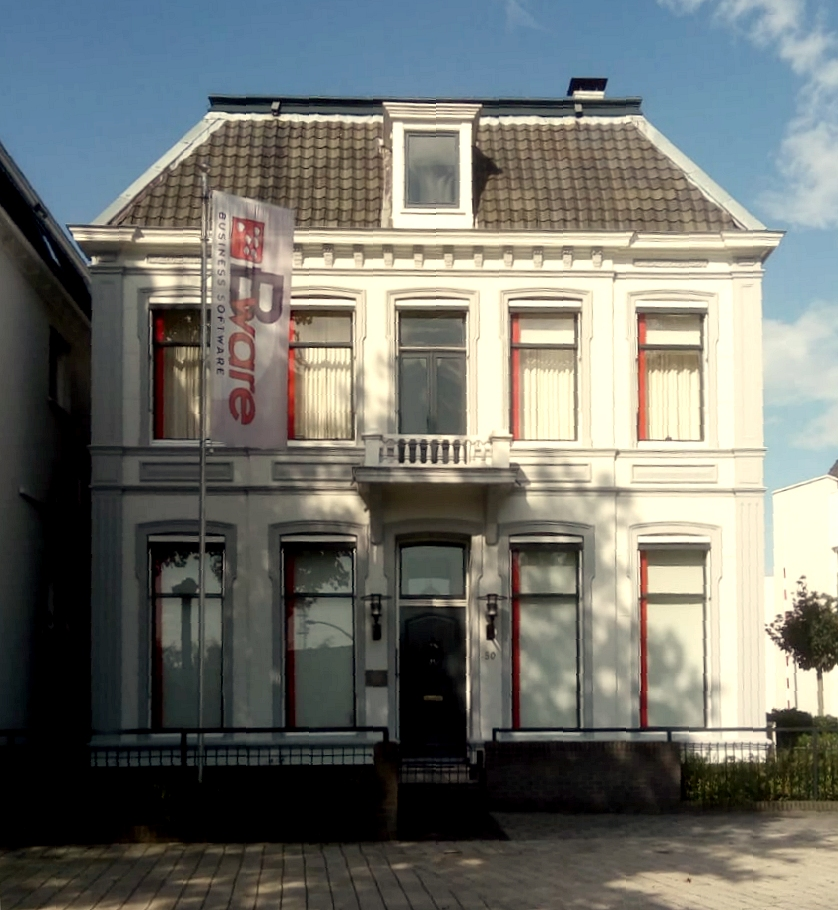
Hengelosestraat 50, Enschede

## Stijl
De stijl van Gerrit Doorwaard Niermans komt overeen met de stijl van de tijd waarin hij leeft. Over het algemeen zijn de ontwerpen sober, soms geïnspireerd door de klassieke oudheid. De Grooten Stoom is bijvoorbeeld bijna geheel ontworpen als praktische omhulling van de inhoud, er waren geen versieringen of andere onnodige details. Gebouwd naar Engels voorbeeld was het met vijf bouwlagen en een zolder een voor Twente ongekend groot fabrieksgebouw. In die tijd moet het grote geld in de katoenindustrie nog worden verdiend, er is dus meestal een karig budget. De Grooten Stoom is bij een fabrieksbrand in 1890 geheel in de as gelegd en niet herbouwd.
Voor latere projecten is er meer geld beschikbaar en vooral na de stadsbrand als de economie met sprongen vooruit gaat is er ruimte voor inspiratie en durf. Toch komen Niermans' ontwerpen niet los van wat, door de rijksdienst monumenten, omschreven wordt als neoclassistisch en eclectisch. Deze stijlen zijn in die tijd gebruikelijk maar niet erg vernieuwend. Zijn grootste verdiensten liggen dan ook voornamelijk in zijn werk als stadsarchitect met name na de grote brand van 1862.

## Stadsarchitect
De functie van stadsarchitect in de 19e eeuw kan worden omschreven als bouwmeester, inspecteur en aannemer. Na de Gemeentewet van 1851 zijn stadsbesturen verplicht hun werken openbaar aan te besteden waardoor de taak als aannemer minder nadruk krijgt. Vanaf de jaren 40 van de 19e eeuw tot aan zijn dood bekleedt Niermans deze functie, hij is verantwoordelijk voor alle publieke werken binnen de stad en voor de realisering van de in opdracht van het gemeentebestuur te bouwen werken. Veel van deze werken worden in eigen beheer uitgevoerd. Vooral bij de wederopbouw na de grote stadsbrand van 1862 geeft hij op inspirerende wijze leiding aan de herbouw. Hij wordt enigszins verrast door de burger Platvoet die net over de grens in Alstätte een huis koopt, dit naar Enschede laat overbrengen en het daar opbouwt. Slechts 21 dagen na de brand staat er het eerste huis, het gemeentebestuur kondigt per direct een bouwverbod af om de wederopbouwplannen goed te kunnen uitwerken.
Door de noodzaak van modernisering zijn veel beleggers (Van Heek, Ter Kuile, Jannink, Scholten en Blijdenstein) bereid om hier een nieuwe start te maken en worden buiten de stad een aantal nieuwe fabrieken gesticht. Binnen de grachten komen de huizen voor de gegoede burgers, de plattegrond berust op het oude stratenplan. Buiten de stad, bij de fabrieksgebouwen komen de woningen voor de arbeiders. Deze woningen worden ontworpen door de meestertimmerman van de aannemer. Voor zijn functie als stadsarchitect heeft Niermans niet zozeer artistieke gaven nodig maar meer zijn leidinggevende en organisatorische capaciteiten die hij ook bij de stichting van de weefschool en de bouw van de Grooten Stoom heeft getoond.

## Overig
- De Niermansgang in Enschede is vernoemd naar de familie Niermans, Gerrit Doorwaard en zijn zoon Gerrit Johan beide stadsarchitect van Enschede[8].